# Dingo (Spähwagen)

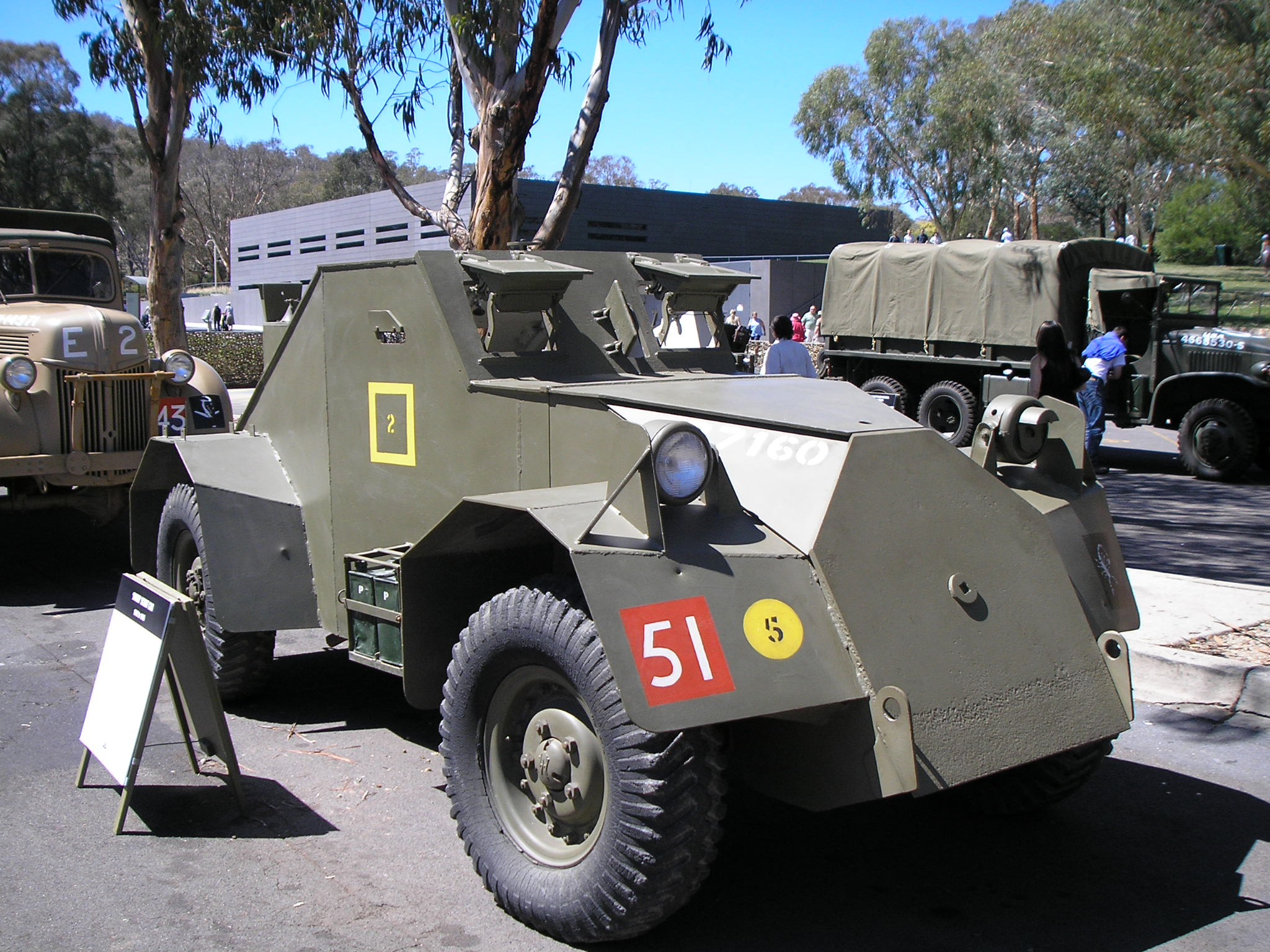
Spähwagen Dingo

Der Dingo war ein leichter gepanzerter Spähwagen des Zweiten Weltkriegs aus australischer Ford-Fertigung.

## Beschreibung
Während des Zweiten Weltkrieges sah man auf australischer Seite den Bedarf nach einem Spähwagen. Wegen der Lieferunfähigkeit anderer Länder während des laufenden Krieges beschloss man eine eigene australische Produktion. Basis war ein gekürztes Nutzfahrzeugchassis mit einem V8-Motor von Ford, ausgerüstet mit einem Marmon-Herrington Allradsatz. Von 1942 bis 1945 wurden insgesamt 245 Einheiten gefertigt.

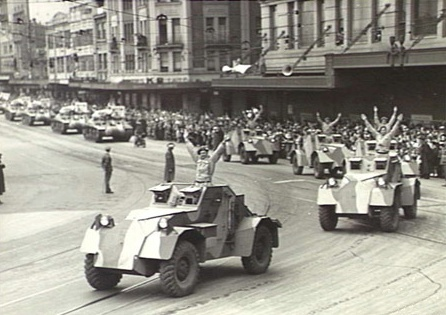
Dingo Spähwagen bei einer Parade in Sydney im Dezember 1942
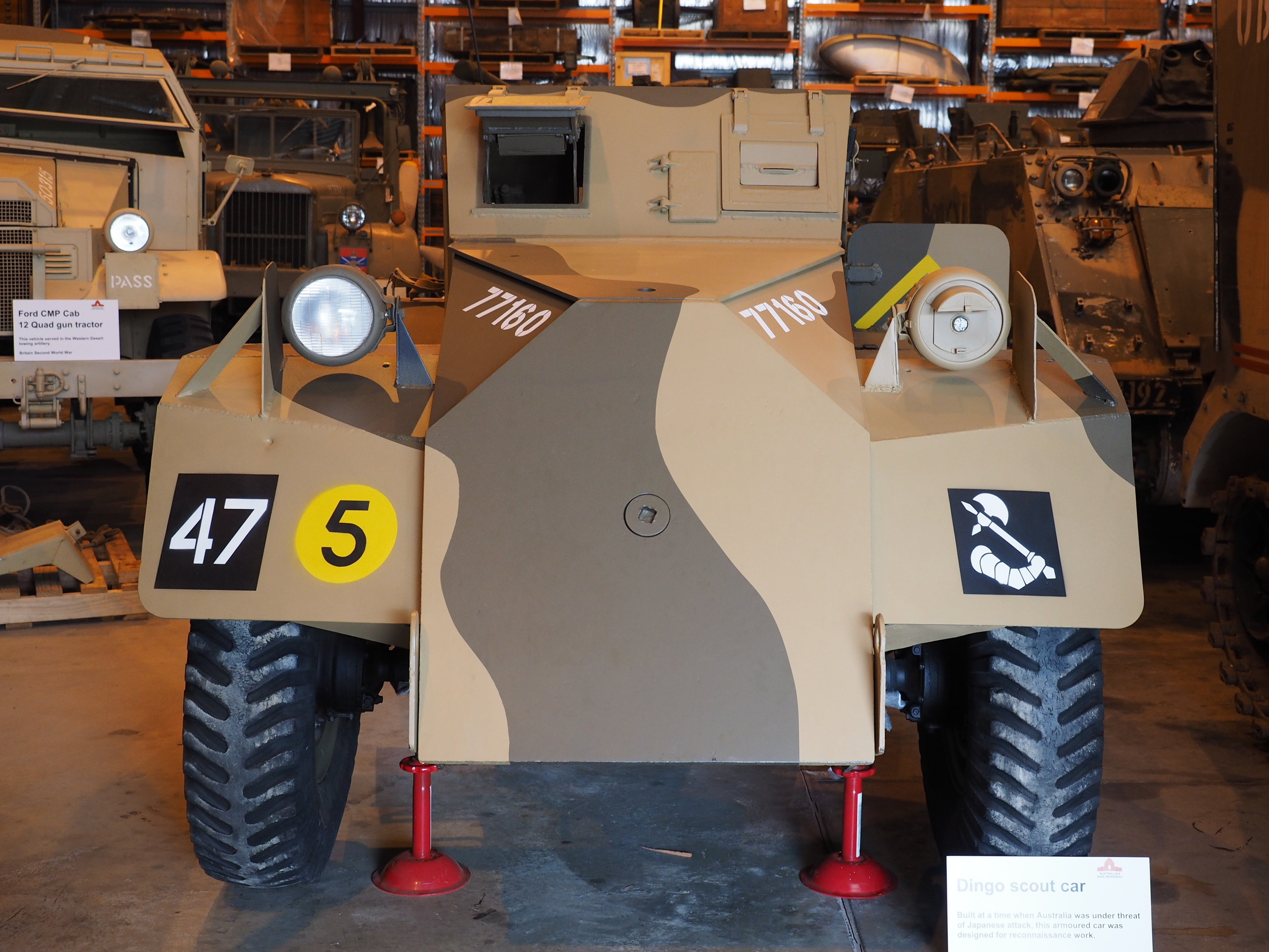
Frontansicht eines Dingo Spähwagens
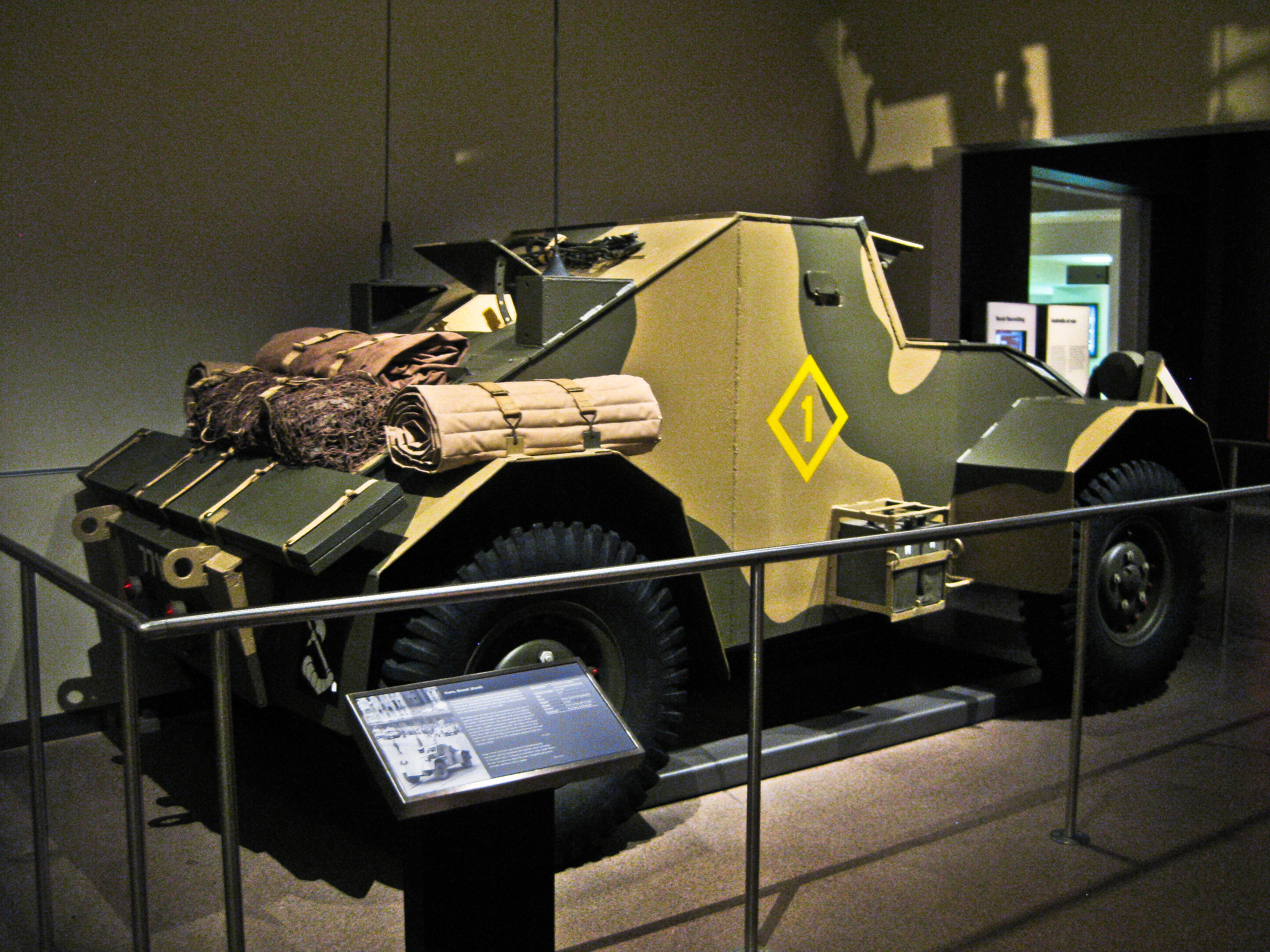
Heckansicht eines Dingo Spähwagens